# Cessange
Cessange är en stadsdel i staden Luxemburg, 3 kilometer sydväst om stadens centrum. Cessange ligger 278 meter över havet och antalet invånare är 2 546.